# Кардиналы-выборщики на Конклаве 1492 года
| Страна | Количество выборщиков |
| --- | --------------------- |
| Папская область                                                                                           | 9                     |
| Испания, Венецианская республика, Генуэзская республика, Миланское герцогство, Неаполитанское королевство | 3                     |
| Франция                                                                                                   | 2                     |
| Португалия и Флорентийская республика                                                                     | 1                     |

Следующие кардиналы-выборщики участвовали в Папском Конклаве 1492 года. Список кардиналов-выборщиков приводятся по географическим регионам и в алфавитном порядке.
Папа Иннокентий VIII скончался 25 июля 1492 года. Кардинал Родриго Борджа был избран 11 августа 1492 года и получил имя Александр VI. На момент смерти Папы Иннокентия VIII было двадцать семь живущих кардиналов. Двадцать три кардинала участвовали в Конклаве, а четверо отсутствовали.
В Священной Коллегии кардиналов присутствовали следующие кардиналы-выборщики, назначенные:
- 2 — папой Каликстом III;
- 1 — папой Пием II;
- 3 — папой Павлом II;
- 13 — папой Сикстом IV;
- 8 — папой Иннокентием VIII.

## Римская Курия
1. Джироламо Бассо делла Ровере, кардинал-священник с титулярной церковью Сан-Кризогоно, епископ Реканати и Мачераты[1][2];
2. Родриго де Борха-и-Борха, кардинал-епископ Порто и Санта Руфина, вице-канцлер Святой Римской Церкви, администратор Валенсии, декан Коллегии кардиналов (был избран папой римским и выбрал имя  Александр VI)[3][2];
3. Джулиано делла Ровере, кардинал-епископ Остии и Веллетри, великий пенитенциарий, епископ Болоньи, администратор Авиньона[1][2];;
4. Доменико делла Ровере, кардинал-священник с титулярной церковью Сан-Клементе, архиепископ Турина[1][2];;
5. Джованни Колонна, кардинал-дьякон с титулярной диаконией Санта-Мария-ин-Аквиро[1];
6. Конти, Джованни, кардинал-священник с титулярной церковью Сан-Витале[1];
7. Жорже да Кошта, кардинал-епископ Альбано, кардинал-священник с титулярной церковью Сан-Лоренцо-ин-Лучина in commendam, архиепископ Лиссабон[1];
8. Джованни Баттиста Орсини, кардинал-дьякон с титулярной диаконией Санта-Мария-Нуово[1];
9. Рафаэль Сансони Риарио, кардинал-священник с титулярной церковью Сан-Лоренцо-ин-Дамазо, камерленго[1][2];;
10. Джованни Баттиста Савелли, кардинал-дьякон с титулярной диаконией Сан-Никола-ин-Карчере[1].

## Венецианская республика
1. Маффео Герарди, O.S.B.Cam., кардинал-священник с титулярной церковью Санти-Нерео-эд-Акиллео, патриарх Венеции[4];
2. Джованни Баттиста Дзено, кардинал-епископ Фраскати[5][2];
3. Джованни Микьель, кардинал-епископ Палестрины, кардинал-дьякон с титулярной диаконией Сант-Анджело-ин-Пескерия in commendam[5][2];.

## Генуэзская республика
1. Антонио Джентиле Паллавичини, кардинал-священник с титулярной церковью Сант-Анастазия, епископ Оренсе[4];
2. Паоло Фрегозо, кардинал-священник с титулярной церковью Сан-Анастазия, архиепископ Генуи[1];
3. Лоренцо Чибо де Мари, кардинал-священник с титулярной церковью Сан-Марко, архиепископ Беневенто[4][2];.

## Миланское герцогство
1. Ардичино делла Порта младший, кардинал-священник с титулярной церковью Санти-Джованни-э-Паоло, епископ Алерии[4];
2. Джованни Джакомо Скьяффинати, кардинал-священник с титулярной церковью Санта-Чечилия, епископ Пармы[1];
3. Асканио Мария Сфорца, кардинал-дьякон с титулярной диаконией Санти-Вито-э-Модесто[1].

## Неаполитанское королевство
1. Оливьеро Карафа, кардинал-епископ Сабины, кардинал-священник с титулярной церковью Сант-Эузебио in commendam, администратор Саламанки[5];
2. Франческо Тодескини-Пикколомини, кардинал-дьякон с титулярной диаконией Сант-Эустакьо, кардинал-протодьякон, епископ Сиены[6][2];;
3. Федерико Сансеверино, кардинал-дьякон с титулярной диаконией Сан-Теодоро[4].

## Флорентийская республика
1. Джованни Медичи, кардинал-дьякон с титулярной диаконией Санта-Мария-ин-Домника[4].

## Франция
1. Андре д’Эспине, кардинал-священник с титулярной церковью Санти-Сильвестро-э-Мартино-ай-Монти, архиепископ Бордо и Лиона (не участвовал в Конклаве)[4];
2. Пьер д’Обюссон, O.S.Io.Hieros., кардинал-дьякон с титулярной диаконией Сант-Адриано-аль-Форо (не участвовал в Конклаве)[4];

## Испания
1. Луис Хуан дель Мила, кардинал-священник с титулярной церковью Санти-Куаттро-Коронати, кардинал-протопресвитер, епископ Лериды (не участвовал в Конклаве)[3][2];;
2. Педро Гонсалес де Мендоса, кардинал-священник с титулярной церковью Санта-Кроче-ин-Джерусалемме, архиепископ Толедо (не участвовал в Конклаве)[1].